# ACBD3
ACBD3, do inglês Acyl-Coenzyme A binding domain containing 3, é uma proteína que em humanos é codificada pelo gene ACBD3.
O complexo de Golgi desempenha um papel fundamental na ordenação e modificação das proteínas exportadas do retículo endoplasmático. A proteína codificada por este gene está envolvida na manutenção da estrutura e função do complexo de Golgi, através da interacção a giantina, uma proteína integral da membrana. Está também envolvida na regulação hormonal da formação de esteróides.
ACBD3 mostrou interação com GOLGB1.

## Leitura de apoio
- Sohda M, Misumi Y, Yamamoto A,;  et al. (2002). «Identification and characterization of a novel Golgi protein, GCP60, that interacts with the integral membrane protein giantin.». J. Biol. Chem. 276 (48): 45298–306. PMID 11590181. doi:10.1074/jbc.M108961200
- Li H, Degenhardt B, Tobin D,;  et al. (2002). «Identification, localization, and function in steroidogenesis of PAP7: a peripheral-type benzodiazepine receptor- and PKA (RIalpha)-associated protein.». Mol. Endocrinol. 15 (12): 2211–28. PMID 11731621. doi:10.1210/me.15.12.2211
- Strausberg RL, Feingold EA, Grouse LH,;  et al. (2003). «Generation and initial analysis of more than 15,000 full-length human and mouse cDNA sequences.». Proc. Natl. Acad. Sci. U.S.A. 99 (26): 16899–903. PMC 139241. PMID 12477932. doi:10.1073/pnas.242603899
- Gevaert K, Goethals M, Martens L,;  et al. (2004). «Exploring proteomes and analyzing protein processing by mass spectrometric identification of sorted N-terminal peptides.». Nat. Biotechnol. 21 (5): 566–9. PMID 12665801. doi:10.1038/nbt810
- Liu J, Matyakhina L, Han Z,;  et al. (2003). «Molecular cloning, chromosomal localization of human peripheral-type benzodiazepine receptor and PKA regulatory subunit type 1A (PRKAR1A)-associated protein PAP7, and studies in PRKAR1A mutant cells and tissues.». FASEB J. 17 (9): 1189–91. PMID 12692076. doi:10.1096/fj.02-1066fje
- Ota T, Suzuki Y, Nishikawa T,;  et al. (2004). «Complete sequencing and characterization of 21,243 full-length human cDNAs.». Nat. Genet. 36 (1): 40–5. PMID 14702039. doi:10.1038/ng1285
- Colland F, Jacq X, Trouplin V,;  et al. (2004). «Functional proteomics mapping of a human signaling pathway.». Genome Res. 14 (7): 1324–32. PMC 442148. PMID 15231748. doi:10.1101/gr.2334104
- Gerhard DS, Wagner L, Feingold EA,;  et al. (2004). «The status, quality, and expansion of the NIH full-length cDNA project: the Mammalian Gene Collection (MGC).». Genome Res. 14 (10B): 2121–7. PMC 528928. PMID 15489334. doi:10.1101/gr.2596504
- Gregory SG, Barlow KF, McLay KE,;  et al. (2006). «The DNA sequence and biological annotation of human chromosome 1.». Nature. 441 (7091): 315–21. PMID 16710414. doi:10.1038/nature04727
- Sbodio JI, Hicks SW, Simon D, Machamer CE (2006). «GCP60 preferentially interacts with a caspase-generated golgin-160 fragment.». J. Biol. Chem. 281 (38): 27924–31. PMID 16870622. doi:10.1074/jbc.M603276200
- Sbodio JI, Machamer CE (2007). «Identification of a redox-sensitive cysteine in GCP60 that regulates its interaction with golgin-160.». J. Biol. Chem. 282 (41): 29874–81. PMID 17711851. doi:10.1074/jbc.M705794200